# Salicornia perennans
Salicornia perennans — вид рослин з родини амарантових (Amaranthaceae), поширений на півночі Африки, на півдні Європи, в помірній Азії.

## Опис
Однорічна рослина висотою 10—35 см, трав'яниста, гола і надземними м'ясистими пагонами (сукулент). Стебло, висхідне, майже завжди пряме, членисте, із супротивними, довгими, голими гілками. Рослина спочатку зелена, потім пурпурово-червона. Листки скорочені, нерозвинені, замість них у вузлах є короткі супротивні піхви. Суцвіття у вигляді соковитих, щільних, циліндричних колосків, на коротких ніжках, розташовуються на кінцях стебел і гілок. Квітки двостатеві, без прицвітків, глибоко занурені в тканину стебла, розміщені в коротких триквіткових дихазіях, верхня квітка часто більша, бічні розташовані нижче середнього, утворюючи трикутник. Оцвітина суцільна, нерозділена, у вигляді ромбічного щитка, що відкривається тільки вгорі вузькою щілиною, з якої висовуються тичинки і рильця. Маточка вертикальна з двома приймочками. Зав'язь одногніздова. Плоди коротко-волосисті, яйцеподібні; насіння вертикальне, з кільцевим зародком. 2n = 18.

## Життєвий цикл
Цвіте у липні — вересні. Запилення перехресне, здійснюється завдяки переносу пилку вітром (анемофіл). Плоди дозрівають у листопаді. За типом поширення насіння відноситься до балістів (їх діаспори розкидаються пружніми плодоніжками при поштовхах). Несприятливий період переживає у вигляді насіння (терофіт). 

## Поширення
Поширений на півночі Африки, на півдні Європи, на півдні помірної Азії (за винятком тропічних районів).
В Україні поширений у південних і східних районах .

## Екологія
Солонець солончаковий — стрижньокореневий, вегетативно нерухливий однорічник, за сезонним життєвим циклом належить до терофітів.
Рослина світлолюбна (геліофіт) і теплолюбна (мегатерм), досить вибаглива до зволоження ґрунту (мезофіт); як і всі сукуленти добре пристосована до зростання в умовах значного засолення (галофіт).
Солонець солончаковий є найхарактернішою рослиною злісних мокрих солончаків. Він один із перших захоплює території, звільнені із під морських вод та з-під тимчасових солоних озер. У межах ареалу зростає на солонцях, солончаках, по берегах морів та солоних водойм, часто утворюючи мозаїчні рослинні комплекси за участі содника сланкого, кураю содового, басії волосистої, сарсазану шишкуватого та ін.

## Практичне значення
Солонець солончаковий раніше вважався формою солонця трав'янистого, який у Західній Європі, особливо у Франції, має назву морської квасолі і вважається улюбленою приправою, тонким овочем, який вживають у найрізноманітніших виглядах — маринованим, відвареним, у складних рецептах з різними стравами. 
В України солонець вважається лікарською рослиною, а також місцями починає вживатись в їжу витонченою спецією. Добре поїдається худобою (вівцями, козами, верблюдами тощо), чому сприяє підвищений вміст солі в рослині.

## Систематика
Від близького виду солонця європейського (Salicornia europaea) відрізняється більшим розгалуженням (бокові пагони з 5—15 достатньо короткими стерильними міжвузлями; у солонця європейського — звичайно з 1—5 досить довгими стерильними міжвузлями). До того ж, солонець солончаковий вважається рослиною степової і частково лісостепової зон, а солонець європейський — рослиною північних морських узбереж 
.

## Галерея

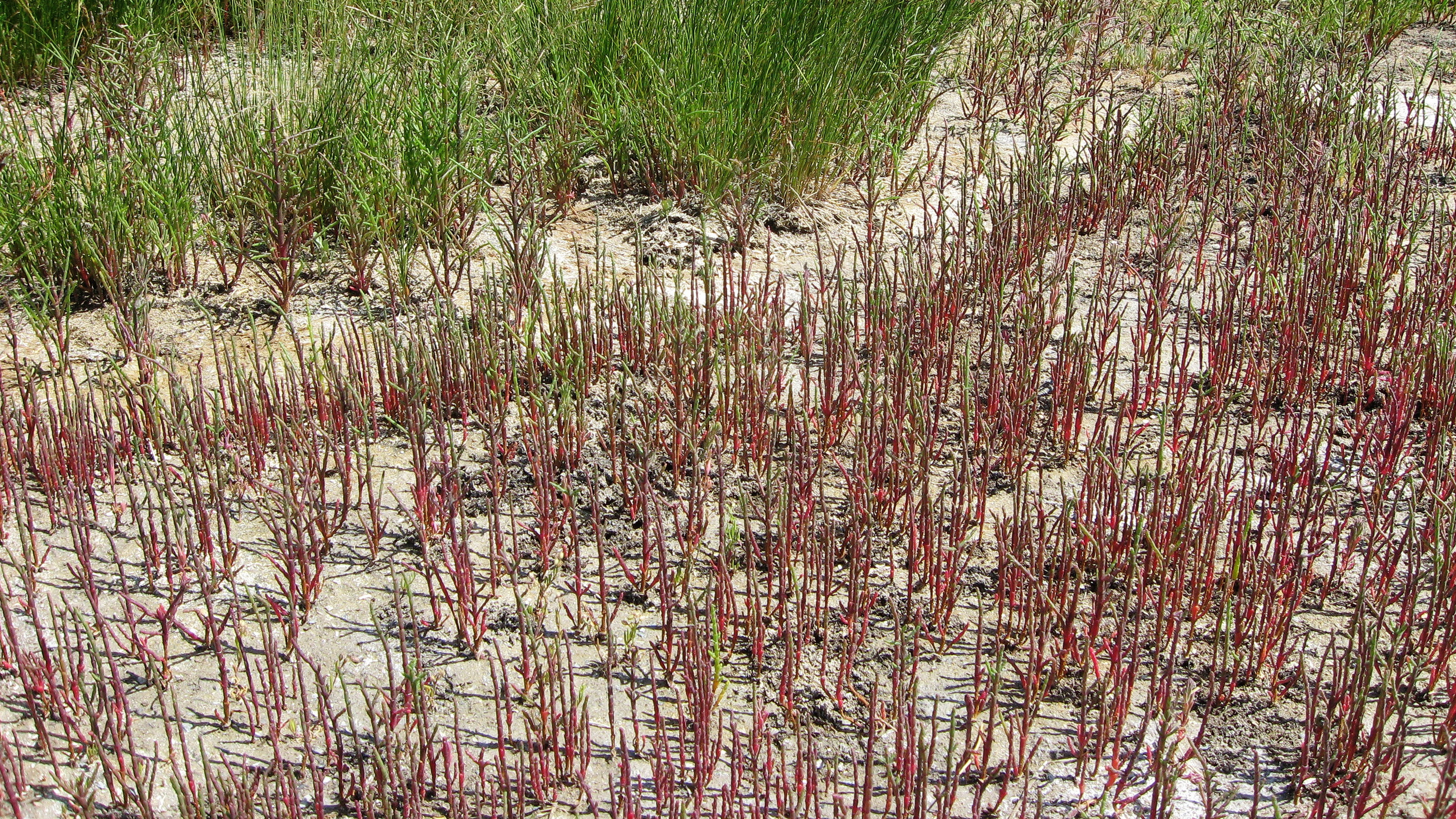
На Обіточній косі
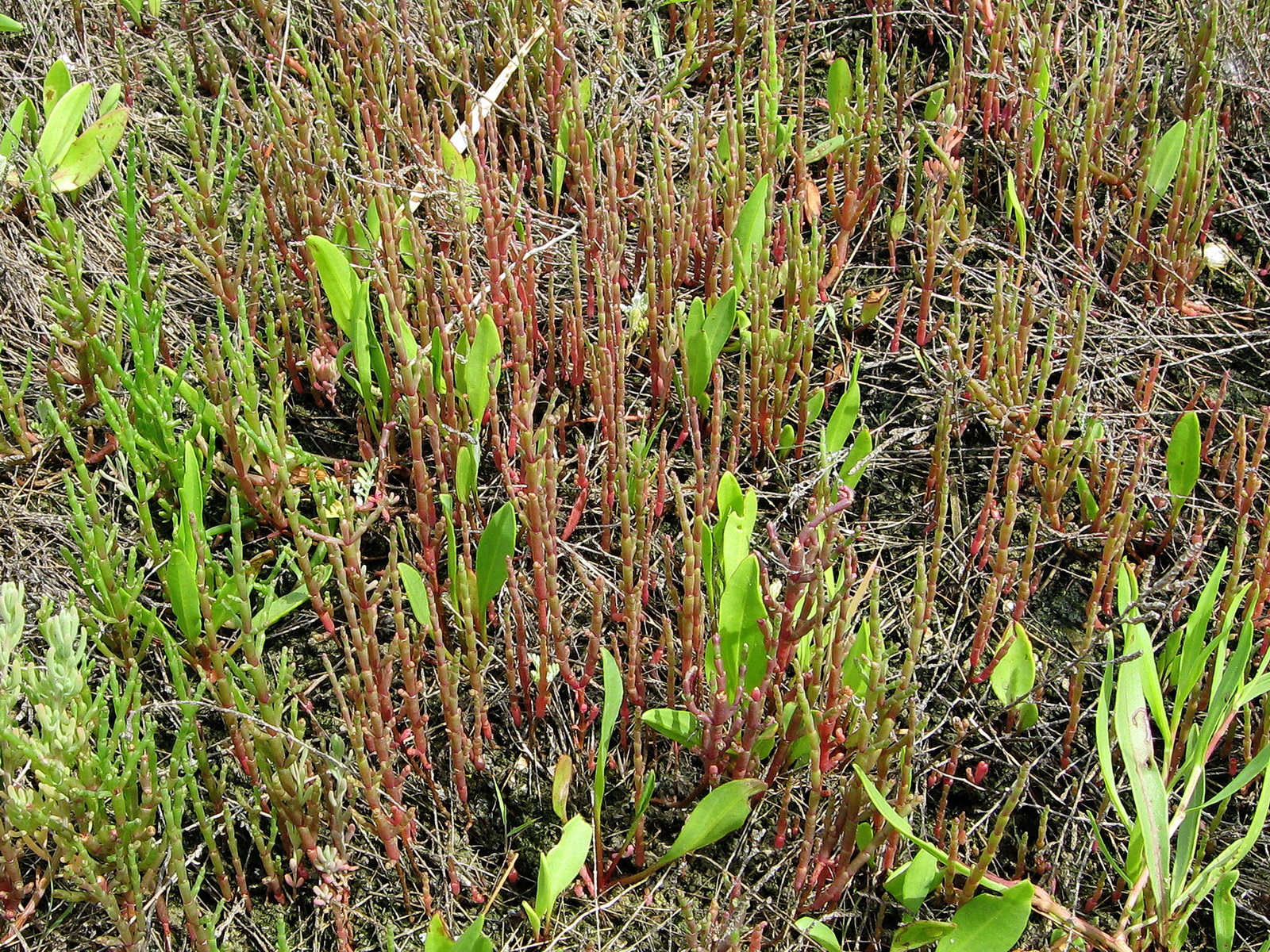
На Бердянській косі
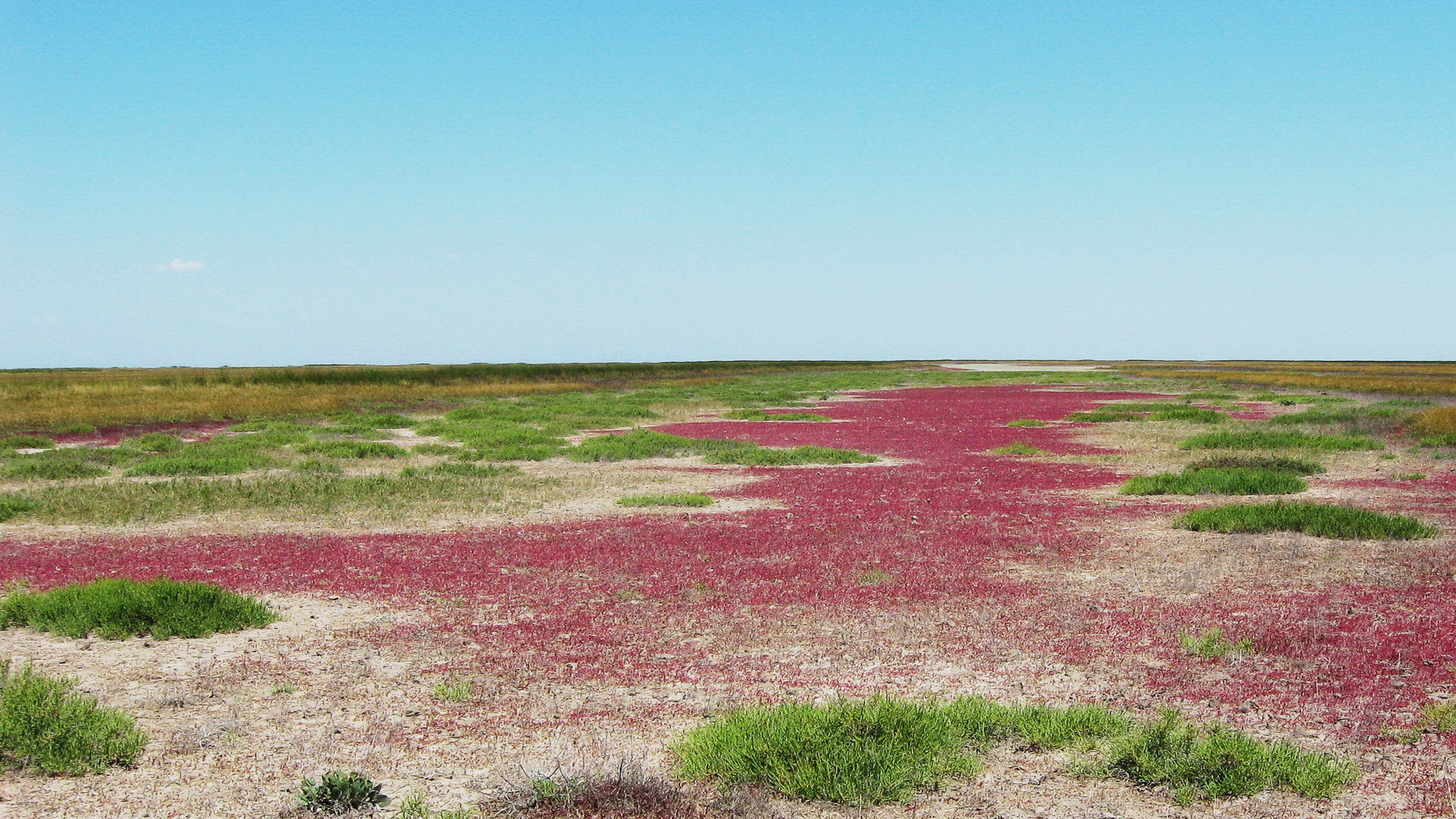
На острові Джарилгач